# テミストクレス

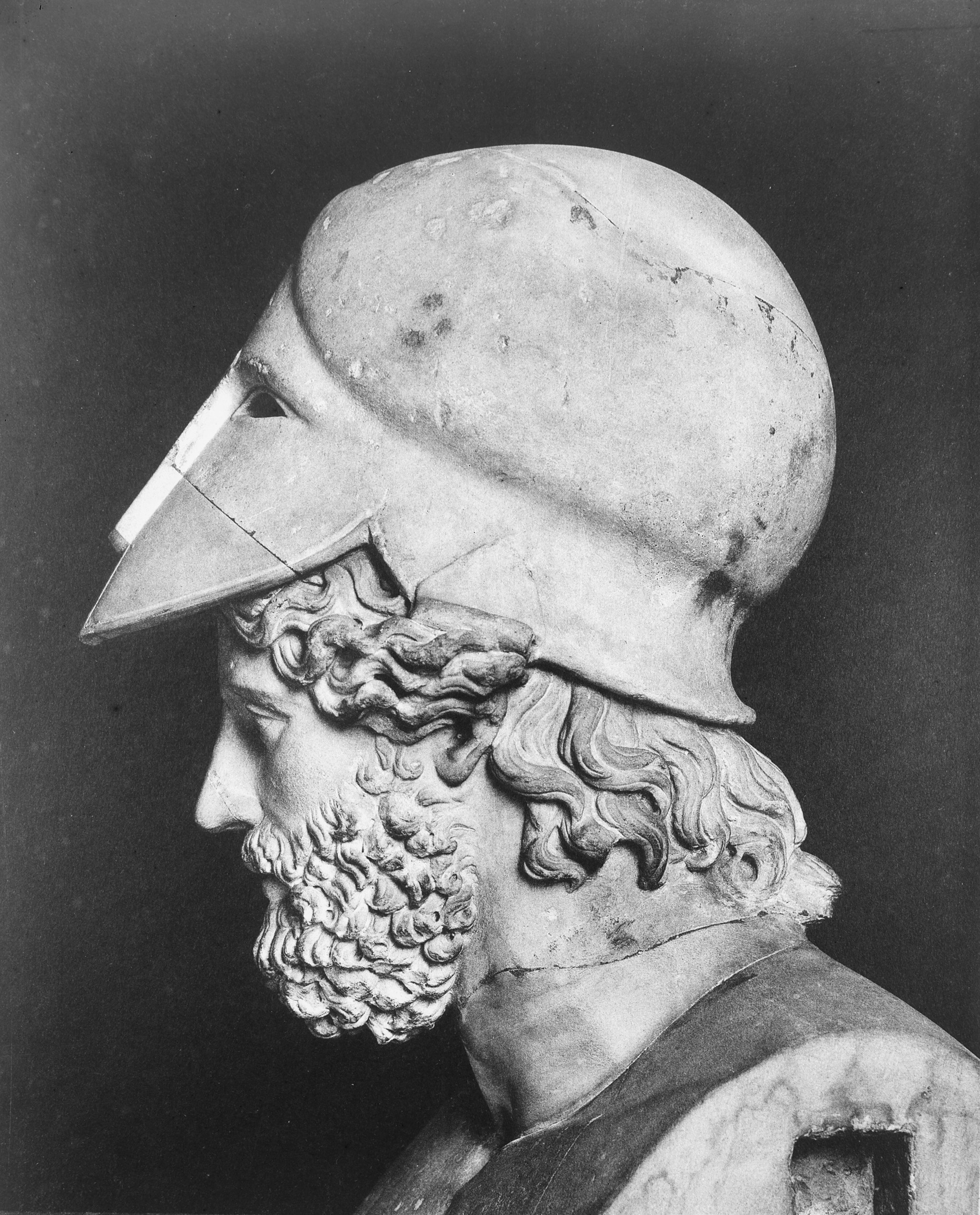
テミストクレスの胸像

テミストクレス（テミストクレース、希: Θεμιστοκλής、英: Themistocles、紀元前524年から520年頃 - 紀元前459年から455年頃）は、 アテナイの政治家・軍人。紀元前493年から紀元前492年まで（諸説あり）、アテナイのエポニュモス・アルコーン（執政官）を務め、アテナイをギリシア随一の海軍国に成長させ、ペルシア戦争の勝利を導いた。
1955年からギリシャで発行されていた旧100ドラクマ紙幣に肖像が使用されていた。

## 生涯
プルタルコスによれば、テミストクレスはレオンティス部族のフレアリオイ・デーモス（アッティカ南東部、スニオン岬付近）出身である。父ネオクレス（Neokles）はアテナイ人の中小貴族であるが、母は諸説あってはっきりしていないが非アテナイ人らしく、混血児とされる。勤勉で聡明であったが、独善的で名誉欲が強く、アテナイの有力者たちを糾弾した。特にアリステイデスとは生涯対立したが、プルタルコスは哲学者アリストンの伝聞として、彼らが敵対するに至った理由は双方がステシラオス（Stesilaos）という美少年を愛したためと述べている。アリステイデスとテミストクレスは様々な面で対照的であり、前者の家柄は良かったのに対し、後者は卑しい家柄であったし、前者が清廉潔白で謀を好まなかったのに対し、後者は賄賂をも厭わない天才的な策略家であった。
マラトンの戦い以降、皆が戦いの勝利を喜ぶ中ただ一人テミストクレスは大規模なペルシア軍の再来を予見した。紀元前483年頃には、ラウレイオン鉱山の銀を使って三段櫂船100隻（ヘロドトスによれば200隻）の建造を決議した。この銀収入は、本来市民に分配されるものであったが、テミストクレスはアイギナとの紛争に用いる船を建造すると騙って市民を説得した。彼は、陸戦での戦闘の限界を見極め、海戦を制すればペルシアの大軍をも敗退させることができると考えたのだが、マラトンの戦いで指揮を執り、陸軍に自信を持っていたミルティアデスらはこの決定を非難した。
テミストクレスの予想は的中し、ペルシア王クセルクセス1世率いる大軍が来寇した（第二次ペルシア戦争）。その際、アテナイにおいて将軍（ストラテゴス）の選挙が行われたが、民衆煽動家のエピキュデスが選出されそうになったため、テミストクレスは金銭で彼を買収し、辞退させた。ペルシアとの戦いでは将軍として主導的役割を果たし、紀元前480年のアルテミシオンの海戦では一進一退の攻防を行い、サラミスの海戦においてはペルシア海軍を撃破した。サラミスの海戦直後に彼はクセルクセスに密かに使者を送り、ペルシア艦隊への手加減とペルシア王への好意をほのめかし、恩を売った。また、ペルシア軍の再来に備えて、ペイライエウスを建設し、これとアテナイまでの間に防壁を築き、トゥキュディデスの記述によれば、籠城の際には、ペイライエウスに避難するよう説いた。アテナイの増長を警戒したスパルタはこれに抗議したが、スパルタに使節として赴いたテミストクレスは会議への出頭を延期し続けて長城完成のための時間を稼いだ。

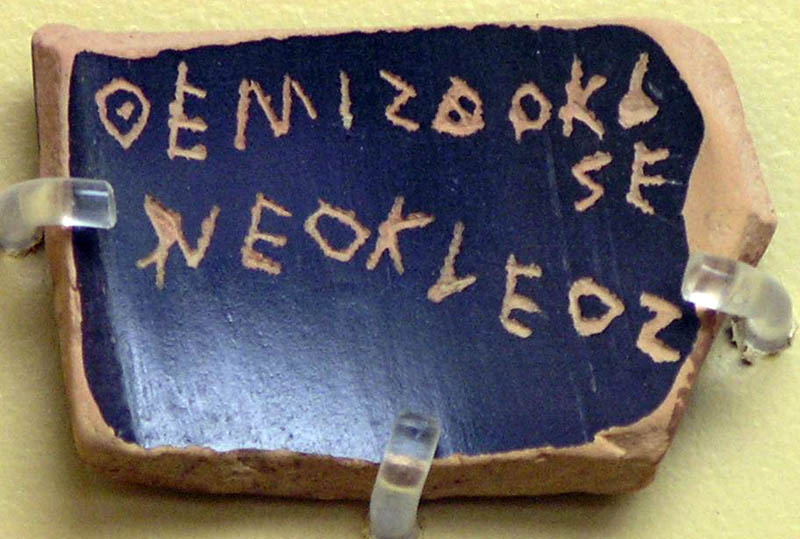
陶片追放に用いられたオストラコン。「ネオクレスの子テミストクレス」と刻まれている

しかし、ペルシア戦争での功労を以って、必要以上に名誉と権力を欲したことから信用を失い、陶片追放によってアテナイを追われた。その後アルゴスに赴いたが、政敵によって反逆罪の罪に問われたのと、スパルタの将軍パウサニアスの反乱に加担したとの嫌疑をかけられたため、ケルキュラに落ち延び、エピロス、マケドニアを経由して最終的にペルシアに亡命した。ここで国王に謁見するが、会ったのはクセルクセス1世とするものとアルタクセルクセス1世とするものがある。その際、テミストクレスはサラミスの海戦直後に恩を売ったことを持ち出し、ペルシア王から友好的に迎えられた。その後彼は一年間の暇乞いをしてペルシアの言葉と慣習を学び、その後あらためて小アジアのマグネシアを与えられた。彼はペルシア王からアテナイ遠征のための艦隊を率いるよう命じられたが、祖国に弓を引くのを良しとせず毒を飲んで自殺した。